# حسن نجفی (بازیکن فوتبال)
حسن نجفی (زادهٔ ۱ فروردین ۱۳۶۶ در نور) بازیکن فوتبال اهل ایران است که در پست مدافع راست برای باشگاه فوتبال سایپا بازی می‌کند.
وی اولین بازی خود را در لیگ برتر خلیج فارس در هفتهٔ اول (۹۹–۱۳۹۸) و در بازی مقابل سپاهان انجام داد. وی همچنین اولین گل لیگ برتری خود را در هفتهٔ سوم (۹۹–۱۳۹۸) و در بازی مقابل پیکان به ثمر رساند.

## دوران باشگاهی

### نساجی مازندران
وی در سال ۹۵ به نساجی پیوست و بعد از دو سال حضور در این تیم و صعود به لیگ برتر از نساجی مازندران جدا شد

## افتخارات
نساجی مازندران
- لیگ آزادگان (دسته یک): ۹۷–۱۳۹۶ (نایب قهرمان و صعود به لیگ برتر خلیج فارس.)
- جام حذفی: ۰۱–۱۴۰۰(شکست آلومینیوم اراک در فینال و قهرمانی در جام حذفی)

شاهین بوشهر
- لیگ آزادگان (دسته یک): ۹۸–۱۳۹۷ (نایب قهرمان و صعود به لیگ برتر خلیج فارس.)